# Championnat du Portugal de football 2025-2026
Navigation
Saison 2024-2025 Saison 2026-2027
La saison 2025-2026 de la Liga Portugal est la 92e édition du championnat du Portugal de football, la 3e sous l'appellation Liga Portugal Betclic.
La saison débutera le 8 août 2025 et s’achèvera le 17 mai 2026.
Le Sporting CP remet son titre en jeu

## Organisation de la compétition
Dix-huit équipes s'affrontent selon le principe des matches aller et retour, au fil de trente-quatre journées. Les quinze équipes les mieux classées de la saison précédente composent l'élite du football portugais. Elles sont rejointes par les trois équipes promues de la Liga Portugal 2 SABSEG 2024-2025.
À l'issue de la saison, cinq places qualificatives pour les compétitions européennes sont attribuées aux quatre équipes les mieux classées, ainsi qu'au vainqueur de la coupe nationale.
Deux places sont qualificatives pour la Ligue des champions de l'UEFA 2026-2027, qui sont attribuées aux deux premiers, une pour la phase de ligue, l'autre donnant accès au troisième tour de qualification pour non-champions.
Deux autres places donnent accès pour l'équipe classée en 3e position et au vainqueur de la Taça de Portugal 2025-2026, à la Ligue Europa 2026-2027 respectivement pour le deuxième tour de qualification et pour la phase de ligue.
Une dernière place donne accès, pour l'équipe classée en 4e position à la Ligue Conférence 2026-2027 pour le deuxième tour de qualification.
Si le vainqueur de la coupe nationale est également qualifié pour la Ligue des champions, alors son accès direct à la phase de ligue de la Ligue Europa est attribué à l'équipe classée en 3e position. Ceci décale l'ordre d'attribution des places qualificatives en Ligue Europa : le 4e accède donc au deuxième tour de qualification et en Ligue Conférence : le 5e accède donc au deuxième tour de qualification.
À l'inverse, les clubs finissant aux 17e et 18e places sont relégués en Liga Portugal 2 Meu Super 2026-2027. Le 16e dispute un barrage de maintien/relégation pour tenter de se maintenir.

### Critères de départage
Chaque équipe reçoit trois points pour une victoire, un pour un match nul et aucun en cas de défaite.
Durant la compétition
- Il est important de préciser que pour établir le classement journée par journée, les critères appliqués pour le départage des clubs sont les suivants :

1. Plus grand nombre de points obtenus par les clubs à égalité, en confrontation directe
2. Plus grande différence de buts particulière entre les clubs à égalité
3. Plus grand nombre de buts marqués à l'extérieur entre les clubs à égalité, en confrontation directe
4. Plus grande différence de buts sur l'ensemble de la compétition
5. Plus grand nombre de victoires sur l'ensemble de la compétition
6. Plus grand nombre de buts marqués sur l'ensemble de la compétition

- Si les deux matches (aller et retour) entre les équipes à égalités n'ont pas encore été joués, les critères 2. et 3. qui sont prévus ne seront pas appliqués.
- Si malgré tout, après avoir appliqué les précédents critères, il subsiste deux clubs ou plus en situation d'égalité, il est alors attribué à tous la même position dans le classement.

À l'issue du championnat
- La Ligue Portugaise de Football Professionnel (LPFP) a déterminé que le départage des équipes se retrouvant avec égalité de nombre de points, se fait comme suit, selon l'ordre de priorité :

1. Plus grand nombre de points obtenus par les clubs à égalité, en confrontation directe
2. Plus grande différence de buts particulière entre les clubs à égalité
3. Plus grand nombre de buts marqués à l'extérieur entre les clubs à égalité, en confrontation directe
4. Plus grande différence de buts sur l'ensemble de la compétition
5. Plus grand nombre de victoires sur l'ensemble de la compétition
6. Plus grand nombre de buts marqués sur l'ensemble de la compétition

- Si, malgré l'application successive de tous les critères établis dans l'article ci-dessus, il subsiste encore une situation d'égalité, le départage se fait comme suit :

En cas d'égalité entre deux clubs, seulement :
1. Réaliser un match d'appui entre les deux clubs, sur terrain neutre désigné par la LPFP
2. Si, à la fin du temps réglementaire, l'égalité subsiste, une période de prolongation de trente minutes, divisée en deux périodes de quinze minutes chacune, sera alors accordée
3. S'il subsiste encore une situation d'égalité à la fin de la période de prolongation, la désignation du vainqueur se fera par le biais d'une séance de tirs au but, en accord avec les Lois du Jeu

En cas d'égalité entre plus de deux clubs :
1. Réaliser une compétition en toute ronde simple, sur terrain neutre, pour désigner le vainqueur
2. Si, à la fin de cette compétition, aucun vainqueur n'a été désigné, et qu'il reste deux équipes ou plus en situation d'égalité, procéder alors au départage en reprenant tous les critères depuis le début

Source : ligaportugal.pt

## Les clubs participants
| Club                  | Présent depuis | Classement 2024-2025 | Entraîneur      | Stade                                        | Capacité théorique |
| --------------------- | -------------- | -------------------- | --------------- | -------------------------------------------- | ------------------ |
| Sporting CP           | 1934           | 1                    | Rui Borges      | Estádio José Alvalade XXI                    | 50 095             |
| SL Benfica            | 1934           | 2                    | Bruno Lage      | Estádio da Luz                               | 65 647             |
| FC Porto              | 1934           | 3                    | Martín Anselmi  | Estádio do Dragão                            | 50 033             |
| SC Braga              | 1974           | 4                    | Carlos Vicens   | Estádio Municipal de Braga                   | 30 286             |
| CD Santa Clara        | 2024           | 5                    | Vasco Matos     | Estádio de São Miguel                        | 13 277             |
| Vitória SC            | 2007           | 6                    | Luís Pinto      | Estádio D. Afonso Henriques                  | 30 000             |
| FC Famalicão          | 2019           | 7                    | Hugo Oliveira   | Estádio Municipal 22 de Junho                | 5 305              |
| GD Estoril-Praia      | 2021           | 8                    | Ian Cathro      | Estádio António Coimbra da Mota              | 8 015              |
| Casa Pia AC           | 2022           | 9                    | João Pereira    | Estádio Municipal de Rio Maior               | 12 000             |
| Moreirense FC         | 2023           | 10                   | Cristiano Bacci | Parque Comendador Joaquim de Almeida Freitas | 6 153              |
| Rio Ave FC            | 2022           | 11                   | Petit           | Estádio do Rio Ave FC                        | 12 815             |
| FC Arouca             | 2021           | 12                   | Vasco Seabra    | Estádio Municipal de Arouca                  | 5 000              |
| Gil Vicente FC        | 2019           | 13                   | César Peixoto   | Estádio Cidade de Barcelos                   | 12 568             |
| CD Nacional           | 2024           | 14                   | Tiago Margarido | Estádio da Madeira                           | 5 586              |
| CF Estrela da Amadora | 2023           | 15                   | José Faria      | Estádio José Gomes                           | 9 288              |
| AVS Futebol SAD       | 2024           | 16                   | José Mota       | Estádio do CD das Aves                       | 8 560              |
| CD Tondela            | 2025           | 1er (LP2)            | Ivo Vieira      | Estádio João Cardoso                         | 5 000              |
| FC Alverca            | 2025           | 2e (LP2)             | Custódio Castro | Complexo Desportivo do FC Alverca            | 7 864              |

| \| Benfica Lisbonne Estrela Sporting CP Casa Pia \| Clubs participants de Lisbonne. |
| Benfica Lisbonne Estrela Sporting CP Casa Pia                                       |

| Benfica Lisbonne Estrela Sporting CP Casa Pia |

| \| CD Santa Clara \| Club participant de l'archipel des Açores. |
| CD Santa Clara                                                  |

| CD Santa Clara |

| \| CD Nacional \| Clubs participants de l'île de Madère. |
| CD Nacional                                              |

| CD Nacional |

| \| Arouca ↑ · AVS FC Alverca Braga Famalicão↘ Gil Vicente Moreirense FC FC Porto Lisbonne V. Guimarães ↑ · Estoril Rio Ave CD Tondela \| Clubs participants du Portugal Continental. |
| Arouca ↑ · AVS FC Alverca Braga Famalicão↘ Gil Vicente Moreirense FC FC Porto Lisbonne V. Guimarães ↑ · Estoril Rio Ave CD Tondela                                                   |

| Arouca ↑ · AVS FC Alverca Braga Famalicão↘ Gil Vicente Moreirense FC FC Porto Lisbonne V. Guimarães ↑ · Estoril Rio Ave CD Tondela |

## Compétition

### Classement
| Rang | Équipe                | Pts | J | G | N | P | Bp | Bc | Diff |
| ---- | --------------------- | --- | - | - | - | - | -- | -- | ---- |
| 1    | Sporting CP T         | 0   | 0 | 0 | 0 | 0 | 0  | 0  | 0    |
| 2    | SL Benfica S          | 0   | 0 | 0 | 0 | 0 | 0  | 0  | 0    |
| 3    | FC Porto              | 0   | 0 | 0 | 0 | 0 | 0  | 0  | 0    |
| 4    | SC Braga              | 0   | 0 | 0 | 0 | 0 | 0  | 0  | 0    |
| 5    | CD Santa Clara        | 0   | 0 | 0 | 0 | 0 | 0  | 0  | 0    |
| 6    | Vitória SC            | 0   | 0 | 0 | 0 | 0 | 0  | 0  | 0    |
| 7    | FC Famalicão          | 0   | 0 | 0 | 0 | 0 | 0  | 0  | 0    |
| 8    | GD Estoril-Praia      | 0   | 0 | 0 | 0 | 0 | 0  | 0  | 0    |
| 9    | Casa Pia AC           | 0   | 0 | 0 | 0 | 0 | 0  | 0  | 0    |
| 10   | Moreirense FC         | 0   | 0 | 0 | 0 | 0 | 0  | 0  | 0    |
| 11   | Rio Ave FC            | 0   | 0 | 0 | 0 | 0 | 0  | 0  | 0    |
| 12   | FC Arouca             | 0   | 0 | 0 | 0 | 0 | 0  | 0  | 0    |
| 13   | Gil Vicente FC        | 0   | 0 | 0 | 0 | 0 | 0  | 0  | 0    |
| 14   | CD Nacional           | 0   | 0 | 0 | 0 | 0 | 0  | 0  | 0    |
| 15   | CF Estrela da Amadora | 0   | 0 | 0 | 0 | 0 | 0  | 0  | 0    |
| 16   | AVS Futebol SAD       | 0   | 0 | 0 | 0 | 0 | 0  | 0  | 0    |
| 17   | CD Tondela P          | 0   | 0 | 0 | 0 | 0 | 0  | 0  | 0    |
| 18   | FC Alverca P          | 0   | 0 | 0 | 0 | 0 | 0  | 0  | 0    |

Ligue des champions 2026-2027
- 1er : Phase de ligue
- 2e : Troisième tour de qualification

Ligue Europa 2026-2027
- C : Phase de ligue
- 3e : Deuxième tour de qualification

Ligue Conférence 2026-2027
- 4e : Deuxième tour de qualification

Relégations
- 16e : Participation au barrage de relégation
- 17e et 18e : Relégation en Liga Portugal 2

Abréviations
- T : Tenant du titre 2024-2025
- P : Promus de la Liga Portugal 2 SABSEG 2024-2025
- S : Vainqueur de la Supercoupe du Portugal 2025
- C : Vainqueur de la Coupe du Portugal 2025-2026
- L : Vainqueur de la Coupe de la Ligue 2025-2026

| Source : Classement officiel de la Liga Portugal Betclic 2025-2026. |

### Résultats
| Résultats (▼dom., ►ext.)                                   | ALV | ARO | AVS | BEN | BRA | CPI | EST | EAM | FAM | GIL | MOR | NAC | POR | RAV | STA | SPO | TON | VSC |
| FC Alverca                                                 |     | -   | -   | -   | 0-3 | -   | -   | -   | -   | -   | -   | -   | -   | -   | -   | -   | -   | -   |
| FC Arouca                                                  | -   |     | 3-1 | -   | -   | -   | -   | -   | -   | -   | -   | -   | -   | -   | -   | -   | -   | -   |
| AVS Futebol SAD                                            | -   | -   |     | -   | -   | 0-2 | -   | -   | -   | -   | -   | -   | -   | -   | -   | -   | -   | -   |
| SL Benfica                                                 | -   | -   | -   |     | -   | -   | -   | -   | -   | -   | -   | -   | -   | -   | -   | -   | -   | -   |
| SC Braga                                                   | -   | -   | -   | -   |     | -   | -   | -   | -   | -   | -   | -   | -   | -   | -   | -   | 3-0 | -   |
| Casa Pia AC                                                | -   | -   | -   | -   | -   |     | -   | -   | -   | -   | -   | -   | -   | -   | -   | 0-2 | -   | -   |
| GD Estoril-Praia                                           | -   | -   | -   | -   | -   | -   |     | 1-1 | -   | -   | -   | -   | -   | -   | -   | -   | -   | -   |
| CF Estrela da Amadora                                      | -   | -   | -   | 0-1 | -   | -   | -   |     | -   | -   | -   | -   | -   | -   | -   | -   | -   | -   |
| FC Famalicão                                               | -   | -   | -   | -   | -   | -   | -   | -   |     | -   | -   | -   | -   | -   | 3-0 | -   | -   | -   |
| Gil Vicente FC                                             | -   | -   | -   | -   | -   | -   | -   | -   | -   |     | -   | -   | 0-2 | -   | -   | -   | -   | -   |
| Moreirense FC                                              | 2-1 | -   | -   | -   | -   | -   | -   | -   | -   | -   |     | -   | -   | -   | -   | -   | -   | -   |
| CD Nacional                                                | -   | -   | -   | -   | -   | -   | -   | -   | -   | 0-2 | -   |     | -   | -   | -   | -   | -   | -   |
| FC Porto                                                   | -   | -   | -   | -   | -   | -   | -   | -   | -   | -   | -   | -   |     | -   | -   | -   | -   | 3-0 |
| Rio Ave FC                                                 | -   | -   | -   | -   | -   | -   | -   | -   | -   | -   | -   | 1-1 | -   |     | -   | -   | -   | -   |
| CD Santa Clara                                             | -   | -   | -   | -   | -   | -   | -   | -   | -   | -   | 0-1 | -   | -   | -   |     | -   | -   | -   |
| Sporting CP                                                | -   | 6-0 | -   | -   | -   | -   | -   | -   | -   | -   | -   | -   | -   | -   | -   |     | -   | -   |
| CD Tondela                                                 | -   | -   | -   | -   | -   | -   | -   | -   | 0-1 | -   | -   | -   | -   | -   | -   | -   |     | -   |
| Vitória SC                                                 | -   | -   | -   | -   | -   | -   | 3-2 | -   | -   | -   | -   | -   | -   | -   | -   | -   | -   |     |
| - Victoire à domicile - Match nul - Victoire à l'extérieur |     |     |     |     |     |     |     |     |     |     |     |     |     |     |     |     |     |     |

### Barrage de relégation
Le barrage de relégation se déroule sur deux matchs et oppose le seizième de Liga Portugal au troisième de Liga Portugal 2. Le vainqueur de ce barrage obtient une place pour le championnat du Portugal 2026-2027 tandis que le perdant va en Liga Portugal 2.
| Équipe | Aller | Total | Retour | Équipe |
| ------ | ----- | ----- | ------ | ------ |
| (LP)   | -     | -     | -      | (LP2)  |

| Match aller |  | -   |  |  |  |
| mai 2026    |  | (-) |  |  |  |

| Match retour |  | -   |  |  |  |
| mai 2026     |  | (-) |  |  |  |

## Statistiques

### Évolution du classement
| Journée →   | 1  | 2  | 3 | 4 | 5 | 6 | 7 | 8 | 9 | 10 | 11 | 12 | 13 | 14 | 15 | 16 | 17 | 18 | 19 | 20 | 21 | 22 | 23 | 24 | 25 | 26 | 27 | 28 | 29 | 30 | 31 | 32 | 33 | 34 | 1er | bar. | rel. |
| Équipe      |    |    |   |   |   |   |   |   |   |    |    |    |    |    |    |    |    |    |    |    |    |    |    |    |    |    |    |    |    |    |    |    |    |    |     |      |      |
| ----------- | -- | -- | - | - | - | - | - | - | - | -- | -- | -- | -- | -- | -- | -- | -- | -- | -- | -- | -- | -- | -- | -- | -- | -- | -- | -- | -- | -- | -- | -- | -- | -- | --- | ---- | ---- |
| Alverca     | 12 | 16 |   |   |   |   |   |   |   |    |    |    |    |    |    |    |    |    |    |    |    |    |    |    |    |    |    |    |    |    |    |    |    |    |     | 1    |      |
| Arouca      | 4  | 10 |   |   |   |   |   |   |   |    |    |    |    |    |    |    |    |    |    |    |    |    |    |    |    |    |    |    |    |    |    |    |    |    |     |      |      |
| AVS         | 13 | 15 |   |   |   |   |   |   |   |    |    |    |    |    |    |    |    |    |    |    |    |    |    |    |    |    |    |    |    |    |    |    |    |    |     |      |      |
| Benfica     | 11 | 6  |   |   |   |   |   |   |   |    |    |    |    |    |    |    |    |    |    |    |    |    |    |    |    |    |    |    |    |    |    |    |    |    |     |      |      |
| Braga       | 3  | 2  |   |   |   |   |   |   |   |    |    |    |    |    |    |    |    |    |    |    |    |    |    |    |    |    |    |    |    |    |    |    |    |    |     |      |      |
| Casa Pia    | 14 | 7  |   |   |   |   |   |   |   |    |    |    |    |    |    |    |    |    |    |    |    |    |    |    |    |    |    |    |    |    |    |    |    |    |     |      |      |
| Estoril-P.  | 8  | 12 |   |   |   |   |   |   |   |    |    |    |    |    |    |    |    |    |    |    |    |    |    |    |    |    |    |    |    |    |    |    |    |    |     |      |      |
| Estrela A.  | 9  | 13 |   |   |   |   |   |   |   |    |    |    |    |    |    |    |    |    |    |    |    |    |    |    |    |    |    |    |    |    |    |    |    |    |     |      |      |
| Famalicão   | 1  | 4  |   |   |   |   |   |   |   |    |    |    |    |    |    |    |    |    |    |    |    |    |    |    |    |    |    |    |    |    |    |    |    |    | 1   |      |      |
| Gil Vicente | 5  | 8  |   |   |   |   |   |   |   |    |    |    |    |    |    |    |    |    |    |    |    |    |    |    |    |    |    |    |    |    |    |    |    |    |     |      |      |
| Moreirense  | 7  | 5  |   |   |   |   |   |   |   |    |    |    |    |    |    |    |    |    |    |    |    |    |    |    |    |    |    |    |    |    |    |    |    |    |     |      |      |
| Nacional    | 15 | 14 |   |   |   |   |   |   |   |    |    |    |    |    |    |    |    |    |    |    |    |    |    |    |    |    |    |    |    |    |    |    |    |    |     |      |      |
| Porto       | 2  | 3  |   |   |   |   |   |   |   |    |    |    |    |    |    |    |    |    |    |    |    |    |    |    |    |    |    |    |    |    |    |    |    |    |     |      |      |
| Rio Ave     | 10 | 11 |   |   |   |   |   |   |   |    |    |    |    |    |    |    |    |    |    |    |    |    |    |    |    |    |    |    |    |    |    |    |    |    |     |      |      |
| Sta Clara   | 17 | 18 |   |   |   |   |   |   |   |    |    |    |    |    |    |    |    |    |    |    |    |    |    |    |    |    |    |    |    |    |    |    |    |    |     |      | 2    |
| Sporting    | 6  | 1  |   |   |   |   |   |   |   |    |    |    |    |    |    |    |    |    |    |    |    |    |    |    |    |    |    |    |    |    |    |    |    |    | 1   |      |      |
| Tondela     | 16 | 17 |   |   |   |   |   |   |   |    |    |    |    |    |    |    |    |    |    |    |    |    |    |    |    |    |    |    |    |    |    |    |    |    |     | 1    | 1    |
| Vitória     | 18 | 9  |   |   |   |   |   |   |   |    |    |    |    |    |    |    |    |    |    |    |    |    |    |    |    |    |    |    |    |    |    |    |    |    |     |      | 1    |

En gras et italique, les équipes comptant un match en retard 
1. ↑  Le match de la 1re journée opposant le SL Benfica au Rio Ave FC  est reporté à une date ultérieure.

### Résultat par matchs
| Journée →        | 01 | 02 | 03 | 04 | 05 | 06 | 07 | 08 | 09 | 10 | 11 | 12 | 13 | 14 | 15 | 16 | 17 | 18 | 19 | 20 | 21 | 22 | 23 | 24 | 25 | 26 | 27 | 28 | 29 | 30 | 31 | 32 | 33 | 34 |
| Équipe ↓         | 01 | 02 | 03 | 04 | 05 | 06 | 07 | 08 | 09 | 10 | 11 | 12 | 13 | 14 | 15 | 16 | 17 | 18 | 19 | 20 | 21 | 22 | 23 | 24 | 25 | 26 | 27 | 28 | 29 | 30 | 31 | 32 | 33 | 34 |
| ---------------- | -- | -- | -- | -- | -- | -- | -- | -- | -- | -- | -- | -- | -- | -- | -- | -- | -- | -- | -- | -- | -- | -- | -- | -- | -- | -- | -- | -- | -- | -- | -- | -- | -- | -- |
| FC Alverca       | D  | D  |    |    |    |    |    |    |    |    |    |    |    |    |    |    |    |    |    |    |    |    |    |    |    |    |    |    |    |    |    |    |    |    |
| FC Arouca        | V  | D  |    |    |    |    |    |    |    |    |    |    |    |    |    |    |    |    |    |    |    |    |    |    |    |    |    |    |    |    |    |    |    |    |
| AVS Futebol      | D  | D  |    |    |    |    |    |    |    |    |    |    |    |    |    |    |    |    |    |    |    |    |    |    |    |    |    |    |    |    |    |    |    |    |
| SL Benfica       |    | V  |    |    |    |    |    |    |    |    |    |    |    |    |    |    |    |    |    |    |    |    |    |    |    |    |    |    |    |    |    |    |    |    |
| SC Braga         | V  | V  |    |    |    |    |    |    |    |    |    |    |    |    |    |    |    |    |    |    |    |    |    |    |    |    |    |    |    |    |    |    |    |    |
| Casa Pia AC      | D  | V  |    |    |    |    |    |    |    |    |    |    |    |    |    |    |    |    |    |    |    |    |    |    |    |    |    |    |    |    |    |    |    |    |
| GD Estoril-Praia | N  | D  |    |    |    |    |    |    |    |    |    |    |    |    |    |    |    |    |    |    |    |    |    |    |    |    |    |    |    |    |    |    |    |    |
| CF Estrela da A. | N  | D  |    |    |    |    |    |    |    |    |    |    |    |    |    |    |    |    |    |    |    |    |    |    |    |    |    |    |    |    |    |    |    |    |
| FC Famalicão     | V  | V  |    |    |    |    |    |    |    |    |    |    |    |    |    |    |    |    |    |    |    |    |    |    |    |    |    |    |    |    |    |    |    |    |
| Gil Vicente FC   | V  | D  |    |    |    |    |    |    |    |    |    |    |    |    |    |    |    |    |    |    |    |    |    |    |    |    |    |    |    |    |    |    |    |    |
| Moreirense FC    | V  | V  |    |    |    |    |    |    |    |    |    |    |    |    |    |    |    |    |    |    |    |    |    |    |    |    |    |    |    |    |    |    |    |    |
| CD Nacional      | D  | N  |    |    |    |    |    |    |    |    |    |    |    |    |    |    |    |    |    |    |    |    |    |    |    |    |    |    |    |    |    |    |    |    |
| FC Porto         | V  | V  |    |    |    |    |    |    |    |    |    |    |    |    |    |    |    |    |    |    |    |    |    |    |    |    |    |    |    |    |    |    |    |    |
| Rio Ave FC       |    | N  |    |    |    |    |    |    |    |    |    |    |    |    |    |    |    |    |    |    |    |    |    |    |    |    |    |    |    |    |    |    |    |    |
| CD Santa Clara   | D  | D  |    |    |    |    |    |    |    |    |    |    |    |    |    |    |    |    |    |    |    |    |    |    |    |    |    |    |    |    |    |    |    |    |
| Sporting CP      | V  | V  |    |    |    |    |    |    |    |    |    |    |    |    |    |    |    |    |    |    |    |    |    |    |    |    |    |    |    |    |    |    |    |    |
| CD Tondela       | D  | D  |    |    |    |    |    |    |    |    |    |    |    |    |    |    |    |    |    |    |    |    |    |    |    |    |    |    |    |    |    |    |    |    |
| Vitória SC       | D  | V  |    |    |    |    |    |    |    |    |    |    |    |    |    |    |    |    |    |    |    |    |    |    |    |    |    |    |    |    |    |    |    |    |

| Légende : | V = Victoire |  | N = Nul |  | D = Défaite |

Séries de victoires : 
Séries de matchs sans défaite : 
Séries de défaites : 
Séries de matchs sans victoire : 
|    | Buteur | Club | Buts |
| -- | ------ | ---- | ---- |
| 1  |        |      |      |
| 2  |        |      |      |
| 3  |        |      |      |
| 4  |        |      |      |
| 5  |        |      |      |
| 6  |        |      |      |
| 7  |        |      |      |
| 8  |        |      |      |
| 9  |        |      |      |
| 10 |        |      |      |

| Source : Classement officiel des buteurs de la Liga Portugal Betclic 2025-2026. |

|    | Passeur | Club | Passes |
| -- | ------- | ---- | ------ |
| 1  |         |      |        |
| 2  |         |      |        |
| 3  |         |      |        |
| 4  |         |      |        |
| 5  |         |      |        |
| 6  |         |      |        |
| 7  |         |      |        |
| 8  |         |      |        |
| 9  |         |      |        |
| 10 |         |      |        |

| Source : Classement officiel des passeurs de la Liga Portugal Betclic 2025-2026. |

## Titres honorifiques et récompenses individuelles
| Mois      | Joueur du mois | Joueur du mois | Entraîneur du mois | Entraîneur du mois | But du mois | But du mois |
| Mois      | Joueur         | Club           | Entraîneur         | Club               | Joueur      | Club        |
| --------- | -------------- | -------------- | ------------------ | ------------------ | ----------- | ----------- |
| Août      |                |                |                    |                    |             |             |
| Septembre |                |                |                    |                    |             |             |
| Octobre   |                |                |                    |                    |             |             |
| Novembre  |                |                |                    |                    |             |             |
| Décembre  |                |                |                    |                    |             |             |
| Janvier   |                |                |                    |                    |             |             |
| Février   |                |                |                    |                    |             |             |
| Mars      |                |                |                    |                    |             |             |
| Avril     |                |                |                    |                    |             |             |

| Mois      | Gardien du mois | Gardien du mois | Défenseur du mois | Défenseur du mois | Milieu du mois | Milieu du mois | Attaquant du mois | Attaquant du mois |
| Mois      | Joueur          | Club            | Joueur            | Club              | Joueur         | Club           | Joueur            | Club              |
| --------- | --------------- | --------------- | ----------------- | ----------------- | -------------- | -------------- | ----------------- | ----------------- |
| Août      |                 |                 |                   |                   |                |                |                   |                   |
| Septembre |                 |                 |                   |                   |                |                |                   |                   |
| Octobre   |                 |                 |                   |                   |                |                |                   |                   |
| Novembre  |                 |                 |                   |                   |                |                |                   |                   |
| Décembre  |                 |                 |                   |                   |                |                |                   |                   |
| Janvier   |                 |                 |                   |                   |                |                |                   |                   |
| Février   |                 |                 |                   |                   |                |                |                   |                   |
| Mars      |                 |                 |                   |                   |                |                |                   |                   |
| Avril     |                 |                 |                   |                   |                |                |                   |                   |

## Clubs engagés dans les compétitions de l'UEFA
Dernière mise à jour : 14 août 2025
| Club           | Compétition         | Résultat       | Ultime(s) adversaire(s) | Ultime(s) adversaire(s) | Ultime(s) adversaire(s) |
| -------------- | ------------------- | -------------- | ----------------------- | ----------------------- | ----------------------- |
| Sporting CP    | Ligue des champions | Phase de ligue |                         |                         |                         |
| SL Benfica     | Ligue des champions | Barrages       |                         |                         |                         |
| FC Porto       | Ligue Europa        | Phase de ligue |                         |                         |                         |
| SC Braga       | Ligue Europa        | Barrages       |                         |                         |                         |
| CD Santa Clara | Ligue Conférence    | Barrages       |                         |                         |                         |

## Bilan de la saison
| Championnat du Portugal de football 2025-2026          |            |
| Champion                                               |            |
| Coupes et trophées                                     |            |
| Vainqueur de la Coupe du Portugal 2025-2026            | -          |
| Vainqueur de la Coupe de la Ligue portugaise 2025-2026 |            |
| Vainqueur de la Supercoupe du Portugal 2025            | SL Benfica |
| Qualifications continentales                           |            |
| Ligue des champions 2026-2027                          |            |
| Ligue Europa 2026-2027                                 |            |
| Ligue Conférence 2026-2027                             |            |
| Promotions et relégations                              |            |
| Promus en Liga Portugal Betclic                        |            |
| Relégués en Liga Portugal 2 Meu Super                  |            |